# Досовичи
Досо́вичи — деревня в составе Заводскослободского сельсовета Могилёвского района Могилёвской области Республики Беларусь.

## Географическое положение
Ближайшие населённые пункты: Малинник, Репище, Перстилы, Чернобель.